# Inferno (Divina Commedia)
L'Inferno è la prima delle tre cantiche della Commedia di Dante Alighieri, corrispondente al primo dei Tre Regni dell'Oltretomba dove regna Lucifero e il primo luogo visitato da Dante nel suo pellegrinaggio ultraterreno, viaggio destinato a portarlo alla Salvezza. Il mondo dei dannati, suddiviso secondo una precisa logica morale derivante dall'Etica Nicomachea di Aristotele, è frutto della somma e della sintesi del sapere a lui contemporaneo. L'inferno dantesco è il luogo della miseria morale in cui versa l'umanità decaduta, privata ormai della Grazia divina capace d'illuminare le azioni degli uomini. Le successive cantiche sono il Purgatorio ed il Paradiso.

## Caratteristiche generali dell'Inferno

### Origini dell'Inferno

#### Fonti e modelli
Secondo la concezione geografica dantesca, basata su fonti greco-arabe (largamente condivise dal mondo cristiano, ebraico e islamico del tempo), il mondo è diviso in due distinti emisferi, di cui uno interamente formato dalle terre emerse e l'altro completamente coperto dalle acque. In base al sistema tolemaico, la Terra si trova al centro dell'universo e il Sole e gli altri pianeti ruotano intorno ad essa.

#### La caduta di Lucifero
Quando Lucifero, originariamente uno dei migliori angeli, si ribellò a Dio, venne fatto precipitare dal Paradiso, luogo situato oltre il sistema di rotazione geocentrico. Il demone precipitò in corrispondenza dell’emisfero australe: la terra inorridita dal contatto con l’essere demoniaco, si ritrasse, raccogliendosi completamente nell'emisfero boreale e lasciando l’emisfero australe completamente sommerso dalle acque. In questo sconvolgimento geologico, una porzione di terra, in corrispondenza del punto in cui sarebbe stata fondata Gerusalemme (sebbene nell'Apocalisse di Giovanni venga descritto che la battaglia tra diavoli e angeli e la caduta del Drago dell'Apocalisse alias Lucifero, fossero accadute ad Armageddon, cioè sulle colline di Megiddo, e quindi 90 km da Gerusalemme), venne spinta oltre il centro della Terra, dando origine alla voragine infernale, ed emergendo nell'emisfero australe a formare la montagna del Purgatorio, unico punto non sommerso dalle acque. Lucifero è quindi conficcato nel centro della Terra, nel punto più lontano da Dio, immerso fino al busto nel lago sotterraneo di Cocito, il quale è perennemente congelato a causa del vento gelido prodotto dal continuo movimento delle sue sei ali. Dal centro della Terra, a partire dai piedi di Lucifero, inizia uno stretto passaggio naturale, detto Burella, che conduce all’altro emisfero, direttamente alla Montagna del Purgatorio (Inferno XXXIV, 106-126).

### Com'è formato

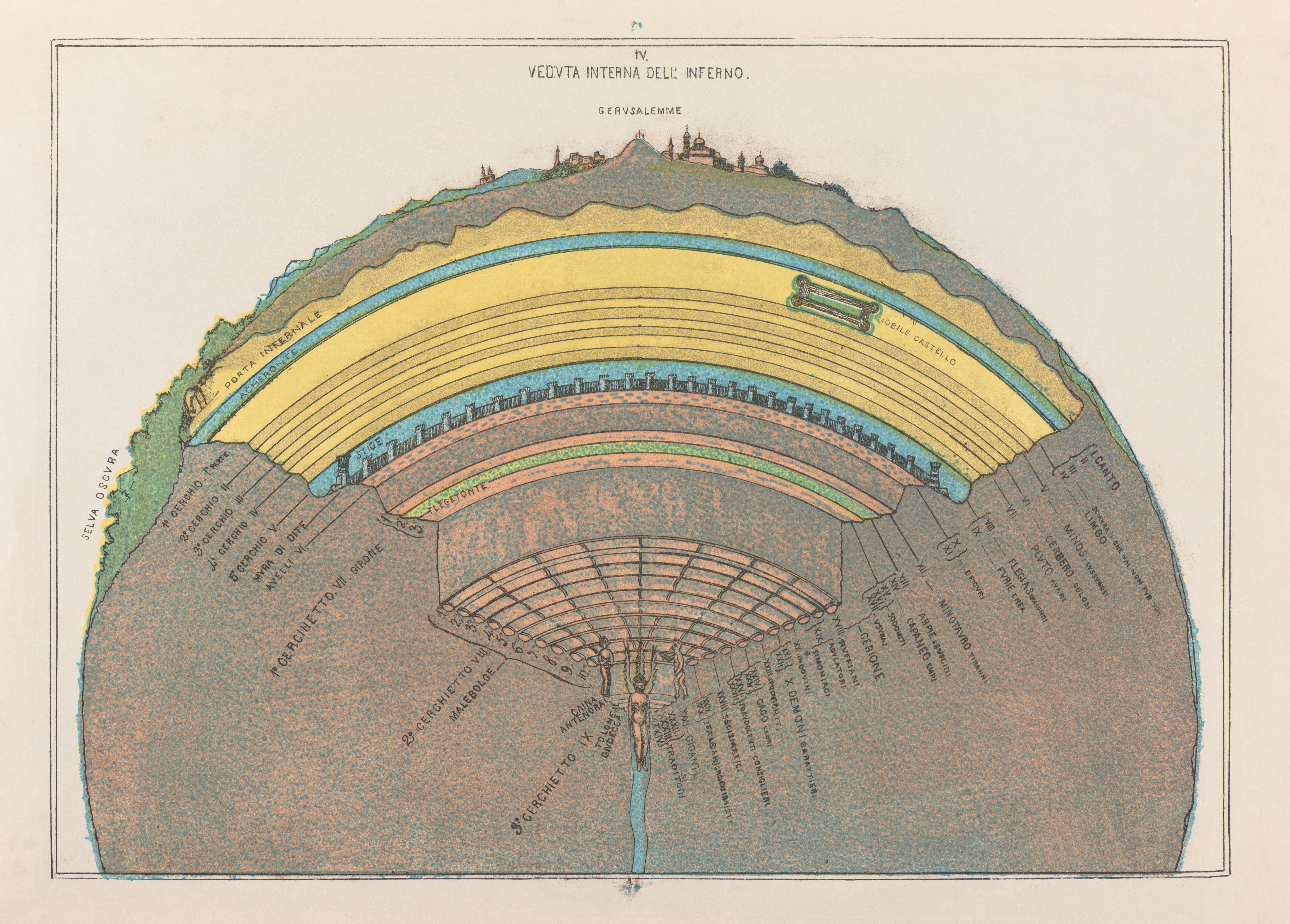
Veduta dell'Inferno dantesco, che si estende all'interno della Terra, disegnata da Michelangelo Caetani

L'Inferno è una gigantesca voragine a forma d'imbuto che si apre sotto Gerusalemme e raggiunge il centro della Terra. È composta da nove cerchi. Dante e Virgilio infatti percorrono il loro cammino girando lungo i nove cerchi che pian piano si spingono a spirale giù in profondità. Man mano che si scende, i cerchi si restringono; infatti minore è il numero dei peccatori puniti nei cerchi, che via via sono più lontani dalla superficie. I cerchi più grandi si trovano più in alto perché più diffuso è il peccato che in essi è punito e maggiore è il numero dei peccatori condannati. Più si scende, più si è lontani da Dio e maggiore è la gravità del peccato punito.
L'ordinamento delle pene, come dice Virgilio nel canto XI, è riferibile all'Etica Nicomachea di Aristotele rivista dalla teologia tomista medievale, e poggia sull'uso della ragione. La scelta delle pene segue la legge del contrappasso: i peccatori sono colpiti da una punizione che è in opposizione o in analogia alla loro colpa.
La summa divisio del concetto di peccato è rappresentata, come detto, dalla Ragione. Tralasciando l'Antinferno e il Limbo, i cerchi dal secondo al quinto vedono punite le anime dannate di coloro che in vita commisero peccato d'Incontinenza. Vale a dire che la loro Ragione, il senno, ha ceduto di fronte agli istinti primordiali (necessari comunque per ogni essere umano) e alle pulsioni, la Mente non ha saputo dominare il corpo e non ha resistito alle tentazioni. I peccati d'Incontinenza corrispondono ai sette Vizi capitali, anche se la superbia e l'invidia non trovano una collocazione precisa ed autonoma all'interno dei cerchi.
Il quinto cerchio è separato dal sesto dalle mura della città di Dite (abbreviazione latina con cui si indicava il Dio degli Inferi Plutone). Al di là delle Mura si trovano i peccatori che hanno commesso la colpa più grave: i fraudolenti non hanno perso la Ragione, bensì l'hanno sapientemente usata come supporto per commettere del male. È una scelta consapevole e malvagia: il loro intelletto è stato posto al servizio del male per costruire un'azione peccaminosa con la consapevolezza di quello che stavano facendo.
Lucifero è l'origine di ogni male. Egli maciulla con le fauci dei suoi tre volti i corpi di Giuda (traditore di Gesù e della Chiesa), Bruto e Cassio (traditori di Cesare). Secondo la teoria dei Due Soli, vale a dire il Papato e l'Impero, che erano i due Poteri dominanti, i tre peccatori rappresenterebbero i traditori dei fondatori di tali due poteri.
Giuda è il traditore di Cristo, fondatore del potere papale, mentre Bruto e Cassio sono i traditori di Cesare, che nella medievale concezione dantesca veniva indicato come il fondatore del potere imperiale e quindi del potere laico e politico in generale. La pena di Cassio e Bruto, traditori della Maestà Terrena, è quella di essere divorati dal Diavolo nella metà inferiore del corpo nelle fauci (sono quindi stritolati le gambe e la parte bassa del ventre). Giuda, invece, traditore della Maestà Divina, è macellato alla parte superiore (è quindi stritolato l'intero corpo, tranne le gambe). Dopo l'ultima parte dell'Inferno, al di sotto di Lucifero, si estende la burella, un corridoio lungo e stretto che attraversa le viscere dell'emisfero australe e arriva fino al Purgatorio.

## Schema
In grassetto i nomi dei personaggi effettivamente presenti in quel cerchio (incontrati da Dante o semplicemente citati da qualcuno come presenti o nominati nelle frasi), esclusi quelli dei quali si profetizza una venuta futura; gli altri sono solo oggetto di varie perifrasi, citazioni e descrizioni. I luoghi citati tra parentesi sono in genere non nominati direttamente ma presentati da perifrasi.
| Luogo                                                        | Dannati | Pena | Personaggi presenti o citati | Luoghi citati | Canto           |
| ------------------------------------------------------------ | --- | --- | --- | --- | --------------- |
| Selva oscura                                                 | - | - | lonza, leone, lupa, veltro, Virgilio, Cesare, Augusto, Enea, Anchise, Camilla, Eurialo e Niso, Turno, Muse, Enea, Silvio, San Paolo, Beatrice, Madonna, Santa Lucia, Rachele | Mantova, Roma, Troia, Italia | I II            |
| Antinferno                                                   | Ignavi e angeli neutrali che durante la ribellione di Lucifero non si schierarono né con Dio né con Lucifero | Corrono nudi seguendo un'insegna che ruota, punti da vespe e mosconi; il loro sangue misto con le loro lacrime è raccolto da molti vermi. | "Colui che fece per viltade il gran rifiuto" (probabilmente papa Celestino V, secondo alcuni Ponzio Pilato o Esaù) | Roma | III             |
| Fiume Acheronte                                              | Anime che attendono di essere traghettate verso l'Inferno                                                    | - | Caronte | - | III             |
| Primo cerchio Limbo                                          | Non battezzati                                                                                               | Nessuna pena, eccetto il desiderio inappagabile di vedere Dio. | Abele, Noè, Mosè, Abramo, Re David, Giacobbe, Rachele, Adamo (liberati da Cristo dopo la Resurrezione). Grandi spiriti dell'antichità Omero, Orazio, Ovidio, Lucano, Elettra, Ettore, Enea, Cesare, Camilla, Pantasilea, Re Latino, Lavinia, Bruto, Tarquinio il Superbo, Lucrezia, Giulia, Marzia, Cornelia, Saladino, Aristotele, Socrate, Platone, Democrito, Diogene di Sinope (o forse Diogene di Babilonia), Anassagora, Talete, Empedocle, Eraclito, Zenone (identità incerta), Dioscoride, Orfeo, Cicerone, Lino, Seneca, Euclide, Tolomeo, Ippocrate, Avicenna, Galeno, Averroè, Virgilio | - | IV              |
| Secondo cerchio Incontinenti                                 | Lussuriosi                                                                                                   | Sono trasportati e percossi da una bufera. | Minosse, Paolo e Francesca, Gianciotto Malatesta, Semiramide, Nino, Didone, Sicheo, Cleopatra, Elena, Achille, Paride, Tristano, Lancillotto, Galeotto | Po, Ravenna | V               |
| Terzo cerchio Incontinenti                                   | Golosi | Giacciono stesi a terra, esposti a pioggia, grandine e neve in un pantano reso maleodorante dalle precipitazioni, mentre il cane a tre teste Cerbero li squarta.                                                                                    | Cerbero, Ciacco, Farinata degli Uberti, Tegghiaio Aldobrandi, Iacopo Rusticucci, Arrigo (?), Mosca dei Lamberti, Bonifacio VIII | Firenze | VI              |
| Quarto cerchio Incontinenti                                  | Avari e prodighi                                                                                             | Spingono degli enormi massi, divisi in due schiere, ognuna delle quali percorre una metà del cerchio. Quando le due schiere si incontrano, i dannati si azzuffano e si insultano, rinfacciandosi gli uni il peccato degli altri.                    | Pluto, Arcangelo Michele, Fortuna | Stretto di Messina (chiamato Cariddi) | VII             |
| Quinto cerchio Palude Stigia Incontinenti                    | Iracondi e accidiosi                                                                                         | Gli iracondi nuotano nelle acque dello Stige azzuffandosi tra loro. Gli accidiosi stanno inerti sott'acqua, facendo gorgogliare la superficie del fiume.                                                                                            | Flegias, Filippo Argenti, diavoli, Eritone, Erinni (Megera, Aletto e Tesifone), Medusa, Persefone, Teseo, Messo celeste, Cerbero | | VII VIII IX     |
| Sesto cerchio Città di Dite                                  | Eretici (epicurei)                                                                                           | Giacciono in sepolcri infuocati, senza coperchio. Le tombe verranno sigillate dopo il Giudizio Universale. | Epicuro, Farinata degli Uberti, Cavalcante dei Cavalcanti, Federico II di Svevia, Ottaviano degli Ubaldini, Papa Anastasio II, Fotino, Proserpina - Ecate ("la donna che qui regge") | Arles, Rodano, Pola, Quarnaro, Italia, Iosafat, Arbia, Firenze, Sodoma, Cahors | IX X XI         |
| Settimo cerchio Girone I Violenti                            | Violenti contro il prossimo (omicidi, tiranni e predoni)                                                     | Sono immersi nel fiume di sangue bollente Flegetonte, più o meno in profondità a seconda della gravità della loro colpa, colpiti dalle frecce dei Centauri se tentano di uscire dal sangue più di quanto sia stabilito.                             | Minotauro, Teseo, Arianna, Centauri (Chirone, Nesso e Folo), Deianira, Achille, Alessandro di Fere, Dionisio di Siracusa, Ezzelino III da Romano, Obizzo II d'Este, Azzo VIII d'Este, Guido di Montfort, Attila, Pirro Neottolemo, Sesto Pompeo, Rinieri da Corneto, Rinieri de' Pazzi | Trento, Adige (Lavini di Marco), Creta, Atene, Cilicia, Tamigi (Londra), | XII             |
| Settimo cerchio Girone II Violenti                           | Violenti contro se stessi (suicidi e scialacquatori)                                                         | I suicidi sono trasformati in alberi e tormentati dalle arpie, che si nutrono delle loro foglie. Gli scialacquatori sono inseguiti e sbranati da cagne nere.                                                                                        | Arpìe, Pier della Vigna, Federico II, Lano da Siena, Giacomo da Sant'Andrea, suicida fiorentino anonimo, Marte | Cecina, Tarquinia (citata come Corneto), Strofadi, Pieve al Toppo, Firenze, Arno | XIII            |
| Settimo cerchio Girone III Violenti                          | Violenti contro Dio (bestemmiatori, usurai, sodomiti)                                                        | Giacciono sotto una pioggia di fuoco su un sabbione ardente (sdraiati i bestemmiatori, seduti gli usurai, in perenne corsa i sodomiti). | Catone Uticense, Alessandro Magno, Giove, Capaneo, Vulcano, Ciclopi, Veglio di Creta, Brunetto Latini, Prisciano di Cesarea, Francesco d'Accorso, Andrea de' Mozzi, Guido Guerra I, Gualdrada Berti, Tegghiaio Aldobrandi, Iacopo Rusticucci, Guglielmo Borsiere, Gerione, Aracne, componente della famiglia Gianfigliazzi, componente della famiglia Obriachi, componente della famiglia Scrovegni (Reginaldo, padre di Enrico Scrovegni), Vitaliano del Dente, Giovanni di Buiamonte de' Becchi, Fetonte, Icaro, Dedalo                                                                          | India, Etna (chiamato come Mongibello), Flegra, Tebe, Bulicame, (Viterbo), Creta, Monte Ida, Damietta, Roma, Fiandre, Wissant, Bruges, Padova, Brenta, Carinzia (chiamata Carentana), Fiesole, Firenze, Arno, Bacchiglione (Vicenza), Monviso, Appennino, Acquacheta, San Benedetto dell'Alpe, Forlì, Turchia, Germania, Padova | XIV XV XVI XVII |
| Ottavo cerchio Bolgia I Fraudolenti verso chi non si fida    | Ruffiani e seduttori                                                                                         | Corrono nudi in cerchio frustati dai diavoli. | Venedico Caccianemico, Ghisolabella, Obizzo II o Azzo VIII d'Este, Giasone, Isifile, Medea | Roma, Castel Sant'Angelo, Basilica di San Pietro, Monte Giordano o Gianicolo, Bologna, Savena, Reno, Lemno | XVIII           |
| Ottavo cerchio Bolgia II Fraudolenti verso chi non si fida   | Adulatori e lusingatori                                                                                      | Sono immersi nello sterco. | Alessio Interminelli, Taide | Lucca | XVIII           |
| Ottavo cerchio Bolgia III Fraudolenti verso chi non si fida  | Simoniaci | Sono conficcati in fosse a testa in giù con i piedi in fiamme. | Simon mago, Papa Niccolò III, Papa Bonifacio VIII, Papa Clemente V, Giasone, Antioco IV Epifane, Filippo IV il Bello, Mattia apostolo, Carlo d'Angiò, Giovanni evangelista, Costantino I, Papa Silvestro I | Battistero di San Giovanni (Firenze), Francia, Roma | XIX             |
| Ottavo cerchio Bolgia IV Fraudolenti verso chi non si fida   | Maghi e indovini                                                                                             | Camminano con la testa storta all'indietro. | Anfiarao, Minosse, Tiresia, Arunte, Manto, Bacco, Pinamonte de' Bonacolsi, Alberto da Casalodi, Calcante, Euripilo, Michele Scotto, Guido Bonatti, Asdente, Caino | Tebe, Luni, Carrara, Germania (chiamata Lamagna), Tirolo (chiamato Tiralli), Lago di Garda (chiamato Benaco), Garda, Val Camonica, Alpi Pennine, Trento, Brescia, Verona, Peschiera del Garda, Bergamo, Mincio, Governolo, Po, Mantova, Grecia, Aulide, Siviglia (chiamata Sobilia)                                             | XX              |
| Ottavo cerchio Bolgia V Fraudolenti verso chi non si fida    | Barattieri                                                                                                   | Sono sommersi nella pece bollente e uncinati dai diavoli. | I Malebranche (Malacoda, Scarmiglione, Alichino, Calcabrina, Cagnazzo, Barbariccia, Draghignazzo, Libicocco, Ciriatto, Graffiacane, Farfarello, Rubicante), L'anzian di Santa Zita (Martino Bottario), Santa Zita, Bonturo Dati, Ciampolo da Navarra, Tebaldo II di Navarra, Frate Gomita, Michele Zanche, Esopo | Venezia, Lucca, Volto Santo, Serchio, Arezzo, Navarra, Gallura, Logudoro, Sardegna, Toscana, Lombardia | XXI XXII XXIII  |
| Ottavo cerchio Bolgia VI Fraudolenti verso chi non si fida   | Ipocriti | Sono costretti a camminare coperti di cappe di piombo dentro e dorate fuori. I membri del Sinedrio subiscono un particolare supplizio: sono crocifissi a terra e calpestati dagli altri dannati.                                                    | Federico II, Catalano dei Malavolti, Loderingo degli Andalò, Caifa, Anna, Farisei, Giudei | Cluny, Arno, Firenze, Bologna, Torre del Gardingo | XXIII           |
| Ottavo cerchio Bolgia VII Fraudolenti verso chi non si fida  | Ladri | Sono tormentati dai serpenti, che li mordono e legano le loro mani, si trasformano essi stessi in serpenti, si fondono con essi o si inceneriscono al morso delle serpi, per poi ricomporsi magicamente.                                            | Vanni Fucci, Marte, (Capaneo), Caco, Ercole, Agnolo Brunelleschi, Lucano, Sabello, Nasidio, Ovidio, Cadmo, Aretusa, Cianfa Donati, Buoso Donati, Puccio Sciancato, Francesco de' Cavalcanti | Libia, Etiopia, Mar Rosso (Arabia), Toscana, Pistoia, Firenze, Val di Magra (Lunigiana), Tebe, Maremma, Aventino, Gaville | XXIV XXV        |
| Ottavo cerchio Bolgia VIII Fraudolenti verso chi non si fida | Consiglieri di frode                                                                                         | Sono tormentati dentro lingue di fuoco; Ulisse e Diomede sono all'interno di un unico fuoco a forma di lingua biforcuta. | Eliseo, Elia, Eteocle, Polinice, Ulisse e Diomede, Deidamia, Achille, Palladio, Circe, Telemaco, Laerte, Penelope, Ercole, Perillo, Guido da Montefeltro, Toro di Falaride, Malatesta da Verrucchio, Malatestino Malatesta, Montagna dei Parcitati, Maghinardo Pagani, Farisei, papa Bonifacio VIII, Costantino I, papa Silvestro I, San Francesco, Minosse | Firenze, Prato, Gaeta, Spagna, Marocco, Sardegna, Stretto di Gibilterra, Siviglia, Ceuta, Romagna, (Montefeltro), Urbino, Tevere (Montecoronaro), Ravenna, Cervia, Forlì, Verrucchio, Lamone (Faenza), Santerno (Imola), Savio (Cesena), Laterano, San Giovanni d'Acri, Soratte, Palestrina,                                    | XXVI XXVII      |
| Ottavo cerchio Bolgia IX Fraudolenti verso chi non si fida   | Seminatori di discordia                                                                                      | Sono straziati e mutilati a colpi di spada da un diavolo, con ferite che si rimarginano prima di venire di nuovo aperte. | Tito Livio, Roberto Guiscardo, Alardo di Valéry, Maometto, ʿAlī ibn Abī Ṭālib, Fra Dolcino, Pier da Medicina, Guido del Cassero, Angiolello da Carignano, Nettuno, Gaio Scribonio Curione, Gaio Giulio Cesare, Mosca dei Lamberti, Bertrand de Born, Enrico II d'Inghilterra, Enrico III d'Inghilterra, Achitofel, Assalonne, Re Davide, Geri del Bello | Puglia, Ceprano, Canne, Tagliacozzo, Novara, Voghenza (indicata come Vercelli), Mercabò, Fano, Cattolica, Cipro, Maiorca (Mar Mediterraneo), Focara, Hautefort | XXVIII XXIX     |
| Ottavo cerchio Bolgia X Fraudolenti verso chi non si fida    | Falsari | Sono deturpati da varie malattie: lebbra e scabbia per gli alchimisti (falsari di metalli), rabbia idrofoba per gli impostori (falsari di persone), idropisia per i contraffattori (falsari di monete) e febbre per i bugiardi (falsari di parole). | Grifolino d'Arezzo, Albero da Siena, Dedalo, Minosse, Stricca, Niccolò de' Salimbeni, Brigata spendereccia, Caccianemico d'Asciano, Bartolomeo dei Folcacchieri, Capocchio, Giunone, Semele, Atamante, Learco, Ecuba, Polissena, Polidoro, Gianni Schicchi, Mirra, Buoso Donati il Vecchio, Mastro Adamo, Guido II di Romena, Alessandro di Romena, Aghinolfo di Romena, Moglie di Putifarre, Sinone, Narciso | Valdichiana, Maremma, Sardegna, Egina, Arezzo, Siena, Asciano, Tebe, Casentino, Arno, Romena, Giuseppe, Fontebranda, Troia | XXIX XXX        |
| Pozzo dei Giganti                                            | Giganti, sfidanti delle divinità e superbi                                                                   | Condannati all'immobilità nel pozzo. | Giganti, Nembrot, Fialte, Anteo, Briareo, Tizio, Tifeo, Achille, Peleo, Carlo Magno, Orlando, Ercole, Scipione l'Africano, Annibale | (Roncisvalle), Monteriggioni, Piazza San Pietro (Pignone), Roma, Frisia, (Zama), Torre Garisenda, Tebe | XXXI            |
| Nono cerchio Zona I: Caina Fraudolenti verso chi si fida     | Traditori dei parenti                                                                                        | Immersi nelle acque ghiacciate del lago Cocito, col viso rivolto all'ingiù. | Lucifero, Giuda Iscariota, Muse, (Caino), Anfione, Alberto V degli Alberti, Alessandro Alberti, Napoleone Alberti, Mordred, Re Artù, Focaccia (Vanni de' Cancellieri), Sassolo Mascheroni, Camicione de' Pazzi, Carlino de' Pazzi | Danubio (chiamato Danoia), Austria (chiamata Osterlicchi), Don (chiamato Tanai), Monte Tambura (chiamato Tambernicchi), Monte Pietrapana (Alpi Apuane), Bisenzio | XXXI XXXII      |
| Nono cerchio Zona II: Antenora Fraudolenti verso chi si fida | Traditori della patria                                                                                       | Immersi nelle acque ghiacciate del lago Cocito, col viso rivolto in su. | (Antenore), Bocca degli Abati, Buoso da Duera, Tesauro dei Beccheria, Gianni de' Soldanieri, Gano di Maganza, Tebaldello Zambrasi, Tideo, Menalippo, Ugolino della Gherardesca, Ruggieri degli Ubaldini, Gualandi, Sismondi, Lanfranchi, Anselmo della Gherardesca, Gaddo della Gherardesca, Uguccione della Gherardesca, Brigata della Gherardesca, | Montaperti, Firenze, Torre della Muda, Pisa, Lucca, Capraia, Gorgona, Arno, Tebe | XXXII XXXIII    |
| Nono cerchio Zona III: Tolomea Fraudolenti verso chi si fida | Traditori degli ospiti/amici                                                                                 | Immersi nelle acque ghiacciate del lago Cocito con il viso rivolto verso l'alto e gli occhi congelati. | (Tolomeo XIII o forse Tolomeo di Gerico), Frate Alberigo, Branca Doria, Atropo, Michele Zanche | Genova, Romagna | XXXIII          |
| Nono cerchio Zona IV: Giudecca Fraudolenti verso chi si fida | Traditori dei benefattori                                                                                    | Completamente immersi nel ghiaccio e immobilizzati in posizioni grottesche. I tre grandi peccatori (Giuda, Bruto e Cassio) sono eternamente maciullati ognuno in una delle tre bocche di Lucifero.                                                  | Lucifero, Giuda Iscariota, Bruto, Cassio | Nilo (Etiopia), Emisfero australe | XXXIV           |

## Tematiche e contenuti: la demonologia
La demonologia in Dante ha diverse fonti, principalmente la mitologia greca e romana, la Bibbia e anche le tradizioni medievali. Sono evidentemente di origine classica figure mostruose come Caronte, Minosse, Cerbero, Pluto, Flegias, le Furie, il Minotauro, i Centauri, le Arpie, ecc. Esse vengono reinterpretate e inserite in un poema cristiano, tant'è vero che i teologi cristiani non ne negavano l'esistenza ma la divinità. Dante presenta in vari modi questi mostri, che hanno la funzione di strumenti della giustizia divina: sono giudici (Minosse), guardiani (Pluto, le Furie, il Minotauro, le arpie), nocchieri (Caronte sull'Acheronte, Flegias sulla palude dello Stige) e nel contempo rappresentazione simbolica dei peccati puniti nei cerchi da essi controllati.

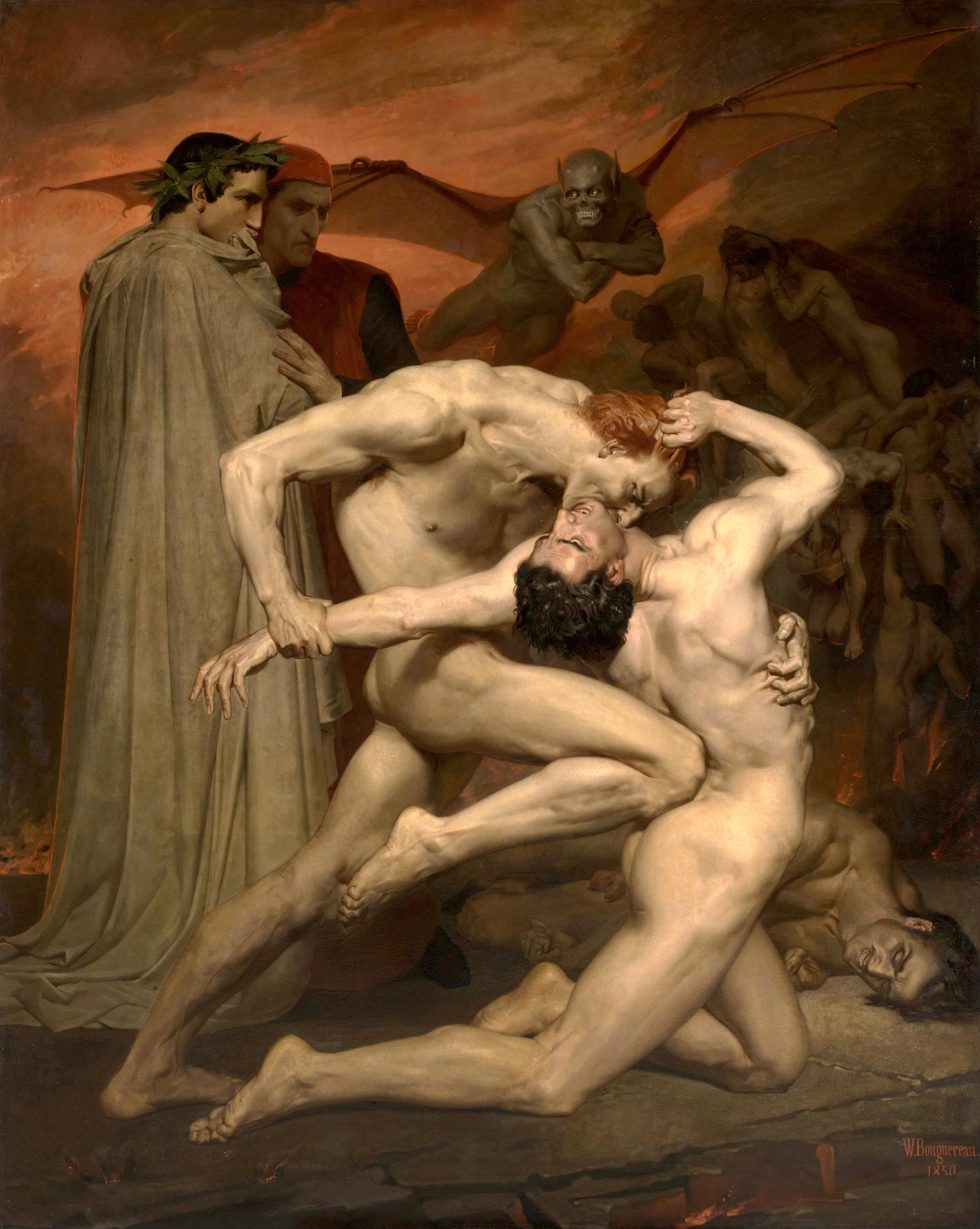
Dante e Virgilio, dipinto di William-Adolphe Bouguereau

Il mostruoso è un modo di rappresentare il peccato che è una degradazione della natura umana secondo le tre disposizioni condannate nell' Etica a Nicomaco di Aristotele: incontinenza (mancanza di misura), malizia e matta bestialitade come Virgilio ricorda a Dante nel VII cerchio (XI, 79-83).
Lo studioso Arturo Graf dedica una vasta analisi alle varie origini della demonologia dantesca nel suo fondamentale saggio Miti, leggende e superstizioni del Medio Evo. Graf individua innanzitutto nella teologia della Scolastica una fonte fondamentale (le elaborazioni dottrinali di Alberto Magno, Tommaso d'Aquino, San Bonaventura). Varie sono poi le fonti medievali, quali per esempio le figure mostruose e i dèmoni presenti nelle chansons de geste, nelle irlandesi Visione di Tundalo e Navigazione di san Brandano, nei testi sull'Inferno di Giacomino da Verona e Bonvesin de la Riva, nella demonologia popolare come narra Jacopo da Varazze nella Legenda aurea (la gatta, il rospo, il cane, ecc.), nelle Visioni come quella di Alberico, in svariati altri testi medievali, nonché nelle figure mostruose e diaboliche di animali presenti nell'Inferno musulmano e indiano, quali serpenti e scorpioni smisurati, lupi, leoni e altre fiere selvagge e voraci. Alcuni dèmoni sono creati dalla fantasia del poeta come le cagne "bramose e correnti" (Inferno, XIII, 125), i serpenti (Inferno XXIV, 82 e sgg.), ecc. Sulla terra essi tentano l'uomo, s'impossessano della sua anima dopo la morte (Inferno XXVII, 113; Purg. V, 104). Possono produrre morbi nel corpo umano da loro invaso (Inferno XXIV, 112-114) e possono animare corpi morti dando loro l'apparenza della vita (Inferno XXXIII, 124-132).
L'immagine di Lucifero conficcato al centro della Terra richiama certamente quella dell'Apocalisse di Giovanni (12) in cui si parla del dragone incatenato per mille anni dall'arcangelo Michele. Degli angeli ribelli a Dio fu scritto nella Bibbia dal profeta Ezechiele (Libro di Ezechiele 28, 14-19), dall'apostolo san Paolo (Romani, 8, 38; Efesini 6,12). Come evidenziato da Arturo Graf, nel Medioevo se ne occuparono i teologi della Scolastica: Tommaso d'Aquino nella Summa theologica, Alberto Magno, san Bernardo nel Tractatus de gradibus superbiae, san Bonaventura.
I teologi, specie Alberto Magno, fondandosi su alcune espressioni evangeliche (Matteo 17, 14-20; Luca 9, 39-40; Marco 9, 13-28) dove si parla di demoni più o meno potenti, ammettono che, per meglio svolgere i propri compiti assegnati dalla Provvidenza, i diavoli sono distinti in graduazioni gerarchiche. Questo motivo è sviluppato nell'Inferno dantesco: Chirone e Malacoda (gerarchia "militare"); Lucifero "imperador del doloroso regno" (Inf. XXXIV, 28), Proserpina "regina de l'etterno pianto" (Inf. IX, 44), le Furie sue ancelle, ecc. (gerarchia "feudale"). Questo principio era comunque presente nella mitologia antica, nei testi e nell'iconografia religiosa, nonché nel Nuovo Testamento dove Satana, principe delle potenze dell'aria, ha l'impero della Morte, ecc.
Il drago dell' Apocalisse di Giovanni, immagine diffusa nel Medioevo, si ritrova nel drago alato posto sul dorso del centauro Caco (Inferno, XXV, 22-24), mentre mostro triforme (uomo, serpente e scorpione) è Gerione (Inferno XVI-XVII). Se l'angelo è l'idealizzazione e spiritualizzazione dell'essere umano, il diavolo ne rappresenta la deformazione grottesca e degradazione bestiale. Il Lucifero dantesco è l'antitesi di Cristo ed ha tre facce (Inf. XXXIV, 37-45): vermiglia (odio), "tra bianca e gialla" (impotenza), nera (ignoranza). Queste tre facce si oppongono a potenza, sapienza e amore della Trinità divina (la divina potestade, / la somma sapïenza e 'l primo amore; Inf. III, 5-6).
Il messaggio che Dante vuole trasmettere al lettore è che il mondo classico ha avuto valore non in sé e per sé, ma in quanto fase preparatoria dell'epoca cristiana, l'unica nella quale l'uomo ha davvero la possibilità di una piena realizzazione e di una vera finalizzazione della sua esistenza, tesa al perseguimento del più vasto disegno divino.

## Versioni cinematografiche
- L'inferno è un film diretto da Giuseppe Berardi e Arturo Busnego (1911).
- L'inferno è un film diretto da Francesco Bertolini, Giuseppe de Liguoro e Adolfo Padovan (1911).
- A TV Dante (1990) è una miniserie diretta da Tom Phillips e Peter Greenaway. Copre otto dei 34 canti dell'Inferno.
- Dante's Inferno - Abandon All Hope (2010) è un cortometraggio documentario diretto da Boris Acosta basato sulle litografie di Gustave Doré della Divina Commedia e del film muto del 1911, L'Inferno.
- Dante's Inferno Animated (2010) - è un'animazione diretta da Boris Acosta basata sui dipinti originali dell'Inferno di Dino di Durante.
- Dante's Inferno: An Animated Epic (2010) - diretto da 7 registi tra cui Mike Disa, Shûkô Murase, Yasuomi Umetsu, Victor Cook.

## Versioni videoludiche
Esistono tre videogame ispirati alla cantica dell'Inferno della Divina Commedia di Dante Alighieri:
- Dante's Inferno (videogioco 1986)
- Dante's Inferno (videogioco 2010)
- ULTRAKILL (videogioco 2020)